# 南陽宣隊アルカディオン
南陽宣隊アルカディオン（なんようせんたいアルカディオン）とは、山形県南陽市で活躍しているローカルヒーロー。

## 概要
南陽市にローカルヒーローを誕生させ、南陽市の魅力を市内外にPRしようと、市内の若者グループHOPEが「アルカディオンプロジェクト」を立ち上げ、2009年11月2日にデビューした。
アルカディオンのマスクとスーツは完全なオリジナル。主に市内のイベントや教育・福祉施設などで公演している。また、最近は、沖縄県那覇市の美ら結シンカ・ムムヌチハンターや宮城県仙台市のザ・王食フードファイヤーBBQ烈怒（L）と絆ヒーローズを結成しコラボしている。
誕生当初はアルカレッドだけだったが、2010年7月にアルカブルー、10月にアルカピンク、2011年9月にアルカグリーン、2012年8月にアルカイエローが仲間入りし、現在は5人で活動している。今後も増える予定で、基本5人にスペシャルキャラを加えた8人宣隊の構想がある。
HOPEは、平成20年度に市が行った、青年教育推進事業「夢はぐくむ故郷（まち）南陽コンペティション」をきっかけに結成された。青年教育推進事業とは、20代の青年を対象に、次代を担う若者の無限の力を創造開発し、まちづくりに参画してもらうことを目的に実施しているものである。

## 名称の由来
明治時代にイギリス人女性旅行家イザベラ・バード（1831~1904）が現在の南陽市を訪れた際に、赤湯温泉に強い関心を示し、美しい風景（広くは置賜地方の風景）を「東洋のアルカディア（理想郷）」と評したという。このことから、南陽市を表すのにふさわしいと考え、アルカディアをもじって「アルカディオン」と命名された。
当初の候補名は「アルカディアン」であった。会議時に書記の聞き間違いにより「アルカディオン」と誤記してしまったが、そのほうがかっこいいと全員一致で「アルカディオン」に決定した。

## 設定
「アルカディア（理想郷）」を求め、宇宙の彼方「メンドク星」からやってきた悪の軍団「ズグダ連合軍」（略称ズグダ連）が南陽市侵略を謀る！宇宙警備隊「SSF」（Space Security Forces）と南陽市緊急事態保安組織「NESS」（Nanyo Emergency Security Systems）は、「人工寄生虫ジコ」（通称ジコ虫）を使い「南陽市民ずぐだれ化計画」を進めるズグダ連に対抗する力を持つ「南陽宣隊アルカディオン」の結成を目指すが、アルカディオンになれるのは南陽市をこよなく愛する20 代の青年のみ。若者離れが進む中、“適合者”の捜索は難航するが、そこに一人の青年「赤湯タカユキ」が現われ、「アルカレッド」として戦うことを決意し、活動を始めたのであった。
そんな折、ズグダ連合軍幹部・宇宙魔人「ウダデゴドン」と、戦闘員「オッチャグヤロメラ」が現われ、市内で悪事をはたらく。タカユキはアルカレッドに変身し、ウダデゴドンを追い払うことに成功したが、共に戦う仲間の必要性を再認識する。そして仲間を集め、共にズグダ連の脅威に立ち向かっていく決意を改めて強くしたのであった。
※この設定はフィクションであるが、山形県南陽市を大いに参考にして制作されている。

## 登場人物
赤湯タカユキ＝アルカレッド
南陽市赤湯出身。一人目の宣士。正義感にあふれた故郷を思う心やさしい青年。アルカディオンのリーダーとしてズグダ連の脅威に立ち向かいつつ、共に戦う“宣士”を探している。
宮内ケイスケ＝アルカブルー
南陽市宮内出身。二人目の宣士。クールを装ってはいるが、実はお茶目でおっちょこちょいな性格。子どもたちの安全を守るため、学生時代に体得したテコンドーでズグダ連に立ち向かう。
梨郷ヒデミ＝アルカピンク
南陽市梨郷（りんごう）出身。三人目の宣士。南陽宣隊アルカディオンの紅一点キャラ。看護師という職業柄、メンバーの応急処置とサポートが得意。
沖郷トモヤ＝アルカグリーン
南陽市沖郷出身。四人目の宣士。米と果樹栽培に情熱を傾けるイケメン専業農家。チャラ男だが、仕事に対してはいたって真摯。軽トラやトラクター、コンバインなどを改造した特殊農業メカを駆使してズグダ連に立ち向かう。
中川アユミ＝アルカイエロー
南陽市中川出身。五人目の宣士。市内の果樹農家に嫁ぎ、子育てに奮闘する一児の母。何事も冷静に対応するタイプだが、子供達の前ではとーっても優しいお母さん。岩部山石切り場にある慈母観音像の様な大きな母の心で、家族の協力を得ながらヒーロー業務にあたる。
宇宙魔人ウダデゴドン
ズグダ連合軍幹部。最初に姿を現す宇宙魔人。その攻撃はとにかく“うだで”らしい。
宇宙魔人ガッテモネン
ズグダ連合軍幹部。着実に仲間を増やしていくアルカディオンに対抗するため、ウダデゴドンがメンドク星から呼び寄せた宇宙魔人。幹部候補のタワイネンは双子の兄。
タワイネン
ズグダ連合軍幹部候補。考えだす計画はいつもくだらないことばかり。ウダデゴドンをサポートするため地球（南陽市）に派遣されたが、計画が失敗に終わったためメンドク星に強制送還された。幹部昇格が夢。幹部のガッテモネンは双子の弟。
オッチャグヤロメラ
ズグダ連合軍の戦闘員。「オッチャグ」しかしゃべらないうえに、戦闘力が極めて低い。
人工寄生虫ジコ
ズグダ連合軍が人工的に造りだした寄生虫で通称“ジコ虫”。生命体に寄生してやる気を吸い取り、ずぐだれにしてしまう。ずぐだれとなった生命体はズグダ連合軍の奴隷として生産活動を強制される。ただし、活力に満ち溢れている生命体には寄生できないという弱点がある。